# Liste des monuments historiques nationaux de la province de La Rioja
Cet article recense les monuments historiques de la province de La Rioja, en Argentine.

## Liste
| Monument                                                                  | Commune                                  | Adresse | Coordonnées                        | Loi              | Notice | Catégorie           | Date | Illustration                        |
| ------------------------------------------------------------------------- | ---------------------------------------- | --- | ---------------------------------- | ---------------- | ------ | ------------------- | ---- | ----------------------------------- |
| Site archéologique de Fuerte del Pantano                                  |                                          | | à géolocaliser                     | Décret no 5175   | 686    | Monument historique |      | Image manquante Téléverser          |
| Site archéologique de Talampaya                                           |                                          | | 29° 48′ 00″ sud, 67° 50′ 00″ ouest | Décret no 712    | 687    | Lieu historique     |      | Image manquante Téléverser          |
| Ruines de la maison où fut signé le traité de la Banderita le 30 mai 1862 | Département de General Ángel V. Peñaloza | Paraje de la Banderita, distrito de Tama, Depto Vicente Angel Peñaloza | à géolocaliser                     | Loi no 24888     | 688    | Lieu historique     |      | Image manquante Téléverser          |
| Église Sainte-Rose-de-Lima, (Circuit des chapelles)                       | Anguinan                                 | Por Ruta 74, Circuito de las Chapelles a 6 km de la ciudad de Chilecito. Frente a la plaza del pueblo.                                                                              | à géolocaliser                     | Loi no 24852     | 689    | Monument historique |      | Image manquante Téléverser          |
| Olivier d'Arauco                                                          | Arauco                                   | | à géolocaliser                     | Décret no 2232   | 690    | Arbre historique    |      | Image manquante Téléverser          |
| Téléphérique de la mine La Mejicana                                       | Chilecito                                | | à géolocaliser                     | Décret no 999    | 691    | Monument historique |      | Téléphérique de la mine La Mejicana |
| Chapelle de los Sarmientos                                                | Chilecito                                | En la Plaza Santa Clara; se encuentra a 2 km de la Ciudad de Chilecito. | à géolocaliser                     | Décret no 1641   | 692    | Monument historique |      | Image manquante Téléverser          |
| Chapelle Saint-Nicolas de Chilecito (Circuit des chapelles)               | Chilecito                                | A 4 km de Los Sarmientos, en los alrededores de Chilecito; a 8 km de la Ciudad de Chilecito, zona de las Sierras de Famatina.                                                       | à géolocaliser                     | Loi no 24852     | 693    | Monument historique |      | Image manquante Téléverser          |
| Tambería del Inca                                                         | Chilecito                                | Aledaños a Chilecito, a 1200 m sobre el nivel del mar, entre la Sierra de Famatina y la cadena de Cerros Paimán - Chilecito                                                         | à géolocaliser                     | Décret no 1373   | 694    | Monument historique |      | Image manquante Téléverser          |
| Tapiales de Las Pardecitas                                                | Chochongasta                             | En la boca de la quebrada de La Rioja | à géolocaliser                     | Décret no 112099 | 695    | Lieu historique     |      | Image manquante Téléverser          |
| Église de Campanas                                                        | Famatina                                 | En el centro de la Plaza Pública del Pueblo | à géolocaliser                     | Décret no 7530   | 696    | Monument historique |      | Image manquante Téléverser          |
| Chapelle Notre-Dame-de-la-Merci (Circuit des chapelles)                   | La Puntilla                              | A 7 km de la Ciudad de Chilecito, saliendo por la calle Gob. Motta, luego Gob. Gordillo, luego faldea el Cerro desviando a la izquierda. Plaza en su frente, camino por un costado. | à géolocaliser                     | Loi no 24852     | 697    | Monument historique |      | Image manquante Téléverser          |
| Chapelle du couvent Saint-François                                        | La Rioja                                 | Av. 25 de Mayo 220/256 | à géolocaliser                     | Décret no 325    | 698    | Monument historique |      | Image manquante Téléverser          |
| Maison de Joaquín Víctor González                                         | La Rioja                                 | Rivadavia 952 | à géolocaliser                     | Décret no 2891   | 699    | Monument historique |      | Image manquante Téléverser          |
| Collège national Joaquín Víctor González                                  | La Rioja                                 | | à géolocaliser                     | Loi no 21167     | 700    | Lieu historique     |      | Image manquante Téléverser          |
| Tombe de Francisco Ortiz de Ocampo                                        | La Rioja                                 | Église de la Merced | à géolocaliser                     | Décret no 2236   | 701    | Tombe               |      | Image manquante Téléverser          |
| Manzana franciscaine                                                      | La Rioja                                 | Alberdi, Bazan y Bustos, Belgrano y 25 de Mayo | à géolocaliser                     | Décret no 325    | 702    | Lieu historique     |      | Image manquante Téléverser          |
| Tombe de Pedro Ignacio de Castro Barros                                   | La Rioja                                 | Cathédrale de La Rioja | à géolocaliser                     | Décret no 2236   | 703    | Tombe               |      | Image manquante Téléverser          |
| Église et Couvent de Saint-Dominique                                      | La Rioja                                 | Calles Lamadrid y Pelagio Luna | à géolocaliser                     | Décret no 2056   | 704    | Monument historique |      | Image manquante Téléverser          |
| Église de l'Immaculée Conception (Circuit des chapelles)                  | Malligasta                               | Por Ruta 74, Circuito de las Chapelles en los alrededores de Chilecito. Frente a la plaza del pueblo                                                                                | à géolocaliser                     | Loi no 24852     | 705    | Monument historique |      | Image manquante Téléverser          |
| Église Saint-Vincent-Ferrier                                              | Nonogasta                                | Por Ruta 74, entre Patquía y Chilecito (desvío Ruta 40), frente a la plaza del barrio antiguo a 15 km de la ciudad de Chilecito. Sañogasta esta a 2 km de la ruta                   | à géolocaliser                     | Loi no 24852     | 706    | Monument historique |      | Image manquante Téléverser          |
| Tombe de Nicolás Dávila                                                   | Nonogasta                                | Cimetière de Nonogasta | à géolocaliser                     | Décret no 2236   | 707    | Tombe               |      | Image manquante Téléverser          |
| Église Notre-Dame-du-Rosaire                                              | Polco                                    | | à géolocaliser                     | Loi no 24851     | 708    | Monument historique |      | Image manquante Téléverser          |
| Église de Santa Lucía                                                     | Santa Lucia                              | | à géolocaliser                     | Loi no 24851     | 709    | Monument historique |      | Image manquante Téléverser          |
| Église Saint-Sébastien (Circuit des chapelles)                            | Sañogasta                                | Por Ruta 74, entre Patquia y Chilecito (desvío Ruta 40), sobre la lomada, frente a la plaza. A 26 km de la ciudad de Chilecito                                                      | à géolocaliser                     | Loi no 24852     | 710    | Monument historique |      | Image manquante Téléverser          |
| Église Saint-Bonaventure                                                  | Vichigasta                               | Dentro de la Plaza-Atrio del pueblo, a 34 km de la ciudad de Chilecito, sobre la Ruta 74 entre Patquia y Chilecito                                                                  | à géolocaliser                     | Loi no 24852     | 711    | Monument historique |      | Image manquante Téléverser          |